# Лайонрок (тайфун)
Тайфун Lionrock, известный на Филиппинах как Тайфун Диндо - мощный, долгоживущий, и неустойчивый тропический циклон, который вызвал серьёзные наводнения и жертвы в Японии в конце августа 2016 года. Это был десятый именованный шторм и четвёртый Тихоокеанский тайфун сезона 2016 года.

## Метеорологическая история
Система, которая должна была стать тайфуном Лайонрок была впервые отмечена в гибридных нарушениях 15 августа, к западу от острова Уэйк. На этот раз возмущение было широкое и с плохо организованным низкоуровневым центром циркуляции, который имел мелкие полосы атмосферной конвекции, которые свободно оборачивались вокруг него. Тайфун был расположен в пределах подходящей среды для дальнейшего развития и было предсказано, что он будет развиваться дальше. В течение следующего дня система продвинулась на север, в то время как ТУТТ ячейки создавались просадкой и высоким вертикальным сдвигом ветра над системой, прежде чем японским Метеорологическим агентством она была классифицирована как тропическая депрессия.. Объединённым центром предупреждения Тайфунов США, депрессия впоследствии классифицируется как субтропическая, в течение 17 августа, так как её структура была асимметричной, с глубокой конвекцией и смещена к северу и востоку от центра низкого уровня циркуляции .
Lionrock вошёл в Филиппинскую зону ответственности 25 августа 2016 года, и ПАГАСА наименован Ринальдо Затем назван Lionrock. 29 августа, Lionrock повернул на северо-запад. Сначала тайфун находился к востоку от Японии, затем вышел на территорию Северо-Восточного региона страны.. В 18:00 стандартное время (09:00 МСК) 30 августа, Lionrock вышел на сушу рядом с Ōfunato, городом в префектуре Иватэ, Япония.. Lionrock стал первым тропическим циклоном, который обрушился на Тихоокеанское побережье региона Тохоку в Японии с начала ведения учёта в 1951 году.

## Подготовка и последствия

### Япония

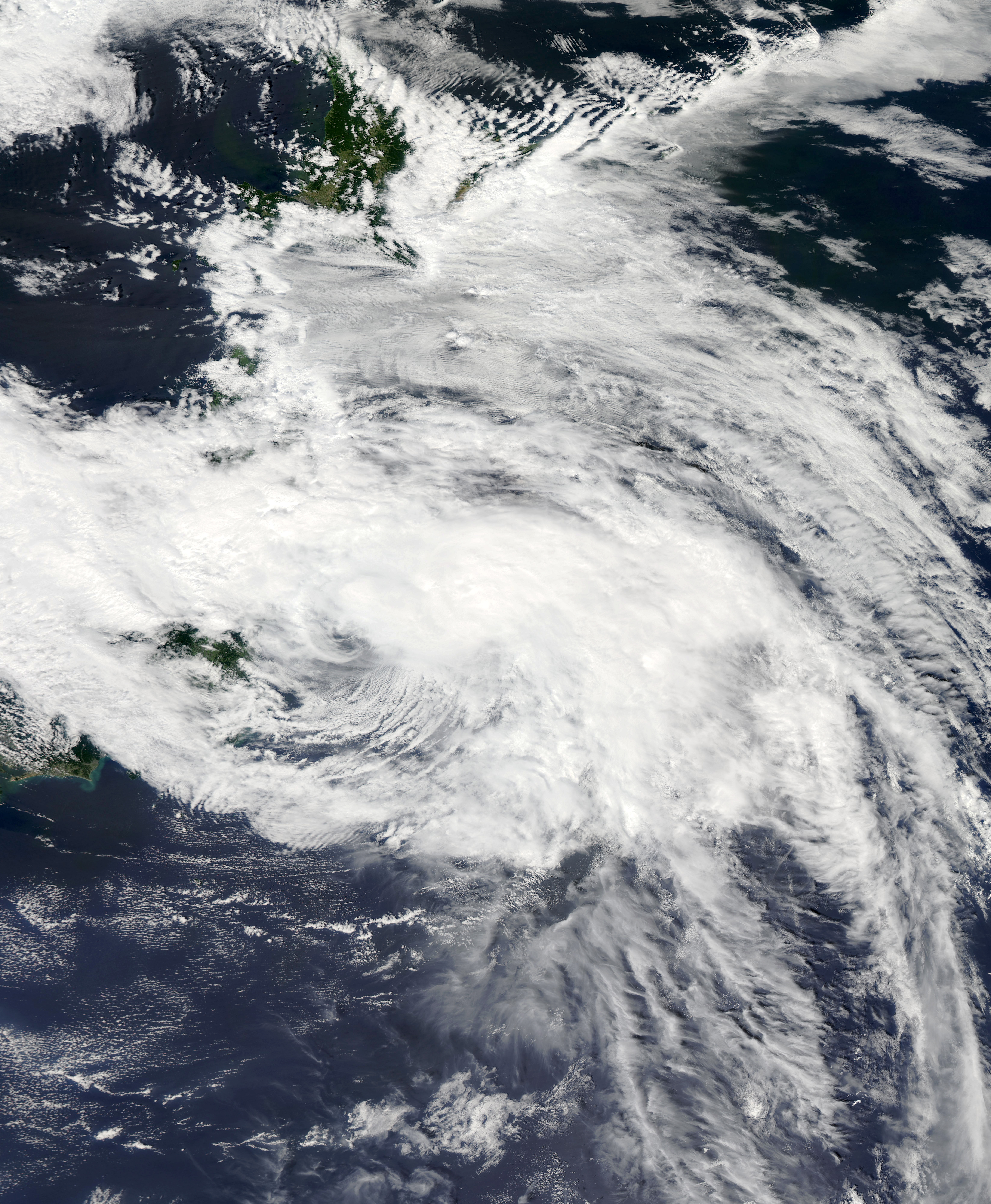
Тайфун Lionrock приближается регион Тохоку, Япония 30 августа

В Японии премьер-министр Синдзо Абэ покинул Японско—Африканскую конференцию по развитию в Найроби, Кения очень рано из-за угрозы отмены рейсов, вызванных тайфуном. ещё до выхода тайфуна на сушу. В общей сложности 100 рейсов были отменены в аэропортах в Тохоку и Хоккайдо. Были предприняты усилия, чтобы защитить АЭС «Фукусима» от дальнейшего повреждения. Количество воды, подаваемой с объекта было увеличено, в целях минимизации рисков объекта быть затопленым в результате сильных дождей, и крановые операции были приостановлены из-за угрозы сильных ветров.
После выхода на сушу, 29 августа, Lionrock принес очень сильные дожди, в том числе 13.46 дюймов (342 мм) в Маунт Nukabira, в Хоккайдо, и 8.78 мм (223 мм) в Орите в префектуре Иватэ. Кроме того, максимальный порыв ветра до 69 миль в час (111 км/ч) был зафиксирован в Исиномаки, и 66 миль в час (106 км/ч) порыв ветра была измерен в Онагава. От тайфуна погибли по меньшей мере четырнадцать человек, и осталось неизвестным число пропавших без вести. Двенадцать человек погибли в городе Iwaizumi в префектуре Иватэ, в том числе девять человек в доме престарелых, которые утонули, когда обвалился берег реки. Кроме того, в городе Кудзи после шторма было найдено тело женщины. Власти в Minamifurano также сообщили, что люди были заперты в своих домах и убежищах из-за наводнения от реки Sorachi.

### Россия
22 августа на портале Маглипогода появилось предупреждение об угрозе выхода тайфуна Лайонрок на Приморский край. Впоследствии на сайте предупредили о грядущем наводнении и возможных разрушениях в Приморском крае. Местные информационные агентства быстро распространили предупреждение об угрозе наводнения. Жителям Приморского края посоветовали до 29 августа покинуть места отдыха, особенно в прибрежных районах. 28 августа портал Маглипогода опубликовал траекторию прохождения тайфуна Лионрок. В сообщении говорилось, что наводнение не избежать, тайфун выйдет на побережье Приморского края в Лазовском районе 31 августа 2016 года.
28 августа Примгидромет объявил Штормовое предупреждение!. Ночью с 30 на 31 августа тайфун Лионрок обрушился на восточное побережье Приморского края. Центр тайфуна зашёл в Лазовский район.
Штормовое предупреждение было объявлено 28 августа МЧС. Все экстренные службы и войска были приведены в состояние повышенной боеготовности. Местные власти были проинформированы о чрезвычайных ситуациях. 31 августа шторм обрушился на Приморский край. Проливные дожди вызвали наводнения в нескольких районах. 300 домов были затоплены в сельских районах. Местные реки вышли из берегов, несколько десятков мостов были разрушены или повреждены, около 30 км на нескольких десятках участков автомобильных дорог были разрушены или погребены под слоем камней и грязи. Прорыв дамб вдоль реки Павловка вызвал наводнения в селе Антоновка. Более 1 000 жителей были эвакуированы и несколько эвакуационных лагерей были созданы во всех пострадавших районах, в основном в школах. Тайфун также вызвал перебои с питанием и топливом, которые не завозились несколько дней из-за размытых автодорог. 12,000 спасателей были развернуты в районе. Из-за размыва водой опор линий электропередач и водозаборов, многие населённые пункты остались без электроэнергии и водоснабжения.
Южная часть Сахалина была также затронута тайфуном. Несколько автомобилей пострадали от упавших деревьев, и электричество было отключено в некоторых домах. Сильный дождь затопил Макаровский и вызвал оползень, перекрывший шоссе и железную дорогу. Два поезда на Южно-Сахалинск-Ноглики были отменены, и один из них, № 604, был остановлен в Поронайске. в Вахрушеве остановлен один из грузовых поездов. Спустя несколько часов инцидент был ликвидирован. Впрочем, один человек погиб. Кроме того, начальник Приморского краевого управления (Федюра, Олег Викторович) погиб, когда КАМАЗ упал в реку Павловка.
Во время прохождения тайфуна в Приморском крае находился с официальной рабочей поездкой Владимир Путин.
2-3 сентября Министры правительства совершили облёт территорий пострадавших от урагана
Ситуация была обсуждена на заседании правительства РФ 5 сентября 2016 года
В пострадавших районах Приморья с четверга 15 сентября 2016 года началось досрочное голосование на выборах в Госдуму 2016 года.

### Северная Корея
Лайонрок вызвал очень сильный дождь в Северной Корее, в том числе до 12,6 дюйма (320 мм) в провинции Хамген-пукто. Проливные дожди вызвали разрушение пятиэтажек в провинции, погибли 34 человека. В Хверен, наводнения оставили 15 человек пропавших без вести, поврежденных 17,180 дома. Кроме того, 44 000 человек были эвакуированы в провинции Хамген из-за наводнения.